# Háromöves tatu
A háromöves tatu (Tolypeutes tricinctus) az emlősök (Mammalia) osztályának páncélos vendégízületesek (Cingulata) rendjébe, ezen belül az övesállatok (Dasypodidae) családjába tartozó faj.
Az állat a Tolypeutes nem típusfaja.

## Előfordulása
A háromöves tatu a Dél-Amerikához tartozó közép-brazíliai száraz erdőkben és szavannákon él.

## Megjelenése

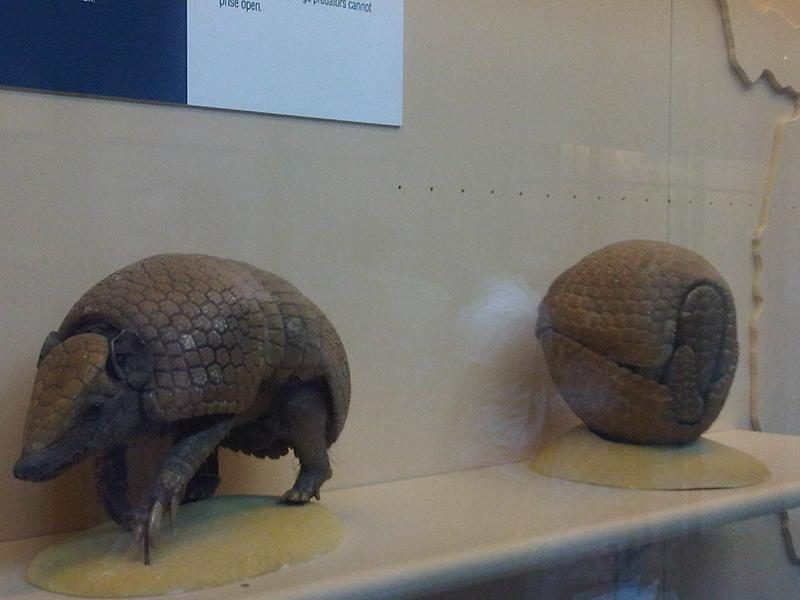
Háromöves tatuk nyugalmi és összegömbölyödött állapotban a londoni Természettudományi Múzeumban

Az állat fej-törzs-hossza 35-45 centiméter, farokhossza 7-9 centiméter és testtömege 2-3 kilogramm. A gyűrű a hát közepén elhelyezkedő megkeményedett bőrsáv, amely összenőtt az alatta húzódó puha, rugalmas bőrrel. A legtöbb állatnak három öve van, azonban vannak négy és öt gyűrűs példányok is. Veszély esetén a tatu úgy összegömbölyödik, hogy medence- és vállpáncélja (kiálló csontos lemezek) összeér. A fej- és a farokpáncél zárja a sárgadinnye méretű gömböt, s így védi az állat érzékeny, könnyen sebezhető hasát. A háromöves tatunak a mellső lábán 5 karma van. Az állat legfejlettebb érzéke a szaglása. Orrával találja meg a táplálékot a földön és a föld alatt. Látása és hallása viszonylag gyengén fejlett.

## Életmódja
A tatu magányos, nappal és éjszaka egyaránt aktív. Tápláléka hangyák, termeszek, más rovarok, kisebb gerinctelen állatok és esetenként gyümölcsök. A háromöves tatu 12-15 évig él.

## Szaporodása
Az ivarérettséget egyévesen éri el. A párzási időszak nyáron van. Az egyetlen utód október és január között születik meg. A páncél csak hetek múlva keményedik meg.

## Rokon fajok
A háromöves tatu legközelebbi rokona a matakó (Tolypeutes matacus).